# Michaela Gallo
Michaela Gallo (Contea di Orange, 30 novembre 1990) è un'attrice statunitense.

## Biografia
Nata nel 1990, ha una sorella di nome Kylie e un fratello di nome Joey. Inizia la sua carriera partecipando ad alcuni spettacoli nella chiesa dove viveva all'età di quattro anni ed è stata scoperta da "Jean Page Management".
Il suo primo ruolo è nel 1999 nel film L'inglese. In seguito prende parte a due film della saga di Beethoven dove è nel cast principale. Ha preso parte anche a diverse pubblicità televisive per Barbie, Mattel e Post.

## Filmografia

### Cinema
- L'inglese (The Limey), regia di Steven Soderbergh (1999)
- Beethoven 3 (Beethoven's 3rd), regia di David M. Evans (2000)
- Beethoven 4 (Beethoven's 4th), regia di David M. Evans (2001)
- Essence of Echoes, regia di Dustin Rikert (2002)
- I segreti per farla innamorare, regia di Chris Hall (2005)

### Televisione
- E.R. - Medici in prima linea - serie TV (1 episodio, 2001)
- Settimo cielo (7th Heaven) - serie TV, 2 episodi (2001)
- Power Rangers Wild Force - serie TV, 1 episodio (2002)